# 36e corps d'armée (France)
Pour les articles homonymes, voir 36e corps d'armée.
Le 36e corps d'armée, (36e CA) est un corps de l'armée française.

## Création et différentes dénominations
- 22 octobre 1914 : Détachement d'Armée de Belgique
- 16 novembre 1914 : Renommé 8e armée
- 4 avril 1915 : Renommé Détachement d'Armée de Belgique
- 22 mai 1915 : Renommé 36e Corps d'Armée

## Les chefs du36ecorpsd'armée
- 22 mai 1915 : général Hély d'Oissel
- 3 août 1916 : général de Montdésir
- 17 septembre 1916 : général Balfourier
- 4 mars 1917 - 11 février 1919 : général Nollet

## Première Guerre mondiale

### Composition
Par ordre du 25 mai 1915, le 36e CA a été constitué à la date du 22 mai 1915 avec des éléments du DAB mais n'a eu la composition organique d'un corps d'armée qu'en juin 1917. Jusqu'à cette époque, il n'avait qu'un État-Major ayant commandement sur les troupes mises à disposition.
- 1re Division d'Infanterie du 16 au 29 octobre 1917
- 2e Division d'Infanterie du 2 au 16 octobre 1917
- 15e Division d'Infanterie du 6 octobre au 2 novembre 1918
- 17e Division d'Infanterie du 14 au 31 mars 1916 et du 4 au 21 avril 1918
- 27e Division d'Infanterie du 1er mai au 5 juin 1918
- 29e Division d'Infanterie du 1er avril 1917 au 10 février 1918
- 31e Division d'Infanterie du 5 juin 17 août 1918
- 32e Division d'Infanterie du 5 juin 17 août 1918
- 33e Division d'Infanterie du 12 au 15 octobre 1918
- 34e Division d'Infanterie du 21 avril au 4 mai et du 20 août au 27 septembre 1918
- 35e Division d'Infanterie du 20 août au 21 septembre 1918
- 37e Division d'Infanterie du 10 octobre 1915 au 6 janvier 1916
- 38e Division d'Infanterie du 22 mai 1915 au 10 mai 1916
- 42e Division d'Infanterie du 17 au 20 août 1918
- 45e Division d'Infanterie du 22 mai 1915 au 11 mars 1916
- 51e Division d'Infanterie du 16 au 31 octobre 1917
- 58e Division d'Infanterie du 6 janvier au 28 mai 1916
- 64e Division d'Infanterie du 7 octobre au 7 novembre 1918
- 65e Division d'Infanterie du 7 au 21 avril 1918
- 133e Division d'Infanterie du 16 juin 1917 au 7 avril 1918, du 30 août au 10 octobre et du 31 octobre au 11 novembre 1918
- 152e Division d'Infanterie du 22 au 27 mai 1915 et du 15 octobre au 10 novembre 1918
- 153e Division d'Infanterie du 22 mai au 8 juin 1915 et du 17 au 20 août 1918
- 162e Division d'Infanterie du 15 septembre au 5 octobre 1917
- 163e Division d'Infanterie du 30 mars au 11 avril 1918
- 166e Division d'Infanterie du 21 septembre au 15 octobre et du 10 au 11 novembre 1918
- 168e Division d'Infanterie du 5 mai au 5 juin 1918
- 81e Division d'Infanterie Territoriale du 22 mai au 1er septembre 1915
- 87e Division d'Infanterie Territoriale du 22 mai 1915 au 8 juin 1916
- 4e Division de Cavalerie du 30 mars au 7 avril 1918
- 2e Division de Cavalerie à Pied du 30 mars au 5 avril 1918

Infanterie :
- 14e Régiment d'Infanterie Territoriale de mars à novembre 1918
- 79e Régiment d'Infanterie Territoriale d'octobre 1917 à mars 1918
- 103e Régiment d'Infanterie Territoriale de juin 1917 à janvier 1918 (dissolution)

Cavalerie : 2e Régiment de Chasseurs d'Afrique de juillet 1917 à novembre 1918
Artillerie :
- 136e batterie de 58 du 175e Régiment d'Artillerie de Campagne de juillet à novembre 1918
- 1 groupe de 105 du 108e Régiment d'Artillerie Lourde de juin 1917 à juillet 1918[2]
- 1 groupe de 105 du 136e Régiment d'Artillerie Lourde de juillet[2] à août[3] 1918
- 1 groupe de 120L du 108e Régiment d'Artillerie Lourde de juin 1917 à juillet 1918[4]
- 1 groupe de 155 du 136e Régiment d'Artillerie Lourde de juillet à novembre 1918[5]

Génie :
- Compagnie 1/3T du 3e Régiment du Génie de juillet 1917 à janvier 1918
- Compagnie 2/1T du 3e Régiment du Génie de juillet 1917 à janvier 1918
- Compagnie 1/6 du 3e Régiment du Génie de janvier à novembre 1918
- Compagnie 2/5 du 3e Régiment du Génie de janvier à novembre 1918
- Compagnie 15/5T du 7e Régiment du Génie de juillet 1917 à novembre 1918
- Compagnie du 8e Régiment du Génie de juin 1915 à novembre 1918

### Historique

#### 1915 - 1916
- 22 mai 1915 : constitué en remplacement du Détachement d'armée de Belgique supprimé[6].
- 22 mai 1915 - 20 juin 1917 : occupation d'un secteur, d'une part entre la mer et Saint-Georges (en liaison avec l'armée belge), et, d'autre part, entre Steenstrate et Wieltje (en liaison avec l'armée belge, au nord et avec l'armée britannique, au sud).

30 mai, attaque française sur la cote 17.
À partir du 18 juin 1915, réduction du secteur dans sa partie sud, jusque vers Boesinghe (relève partielle par l'armée britannique).
À partir du 5 juin 1916, le secteur est réduit à la zone comprise entre la mer et Saint-Georges.
23 avril 1917 : attaque allemande.
3 juin 1917 : attaque locale française.

#### 1917
- 20 juin - 10 septembre : retrait du front (relève par des unités britanniques) ; repos et instruction, d'abord dans la région de Bergues, Dunkerque, puis, à partir du 21 juin, dans celle de Calais, et enfin, à partir du 12 juillet, dans celle de Bergues.
- 10 septembre - 13 novembre : mouvement vers la région de Rexpoëde, Rousbrugge-Haringhe et à partir du 15 septembre, occupation d'un secteur dans la région de Bixschoote, Die Grachten.

9 et 22 octobre : attaque vers la forêt d'Houthulst.
26 octobre : engagé dans la 2e Bataille des Flandres : Prise d'Aschhoop et presqu'île de Luyghem.
À partir du 29, organisation des positions conquises au nord de Kloosterschool.
- 13 novembre 1917 - 10 février 1918 : retrait du front (relève par l'armée belge). À partir du 19 novembre, relève de l'armée britannique et occupation du secteur de Nieuport.

#### 1918
- 10 février - 25 mars : retrait du front (après relève par l'armée belge, commencée le 7 février) ; mouvement vers Begures, repos et travaux de 2e position.
- 25 mars - 15 avril : transport par V.F. de la région de Calais, Bergues, vers Conty ; puis mouvement vers Ailly-sur-Noye.

À partir du 30 mars, engagé, entre le sud-est de Moreuil et la route Amiens, Roye, dans la Bataille de l'Avre (2e Bataille de Picardie), en liaison, à gauche, avec l'armée britannique, et repli sur le front l'Avre, le bois de Sénécat, la région ouest de Mailly-Raineval :
3 avril, extension du front, à gauche, jusque vers Hangard.
5 avril, réduction du front, à gauche, au nord-ouest de Morisel. Organisation d'un secteur dans la région à l'ouest de Morisel et de Mailly-Raineval.
- 14 - 21 avril : retrait du front et mouvement vers Wailly. À partir du 18 avril, transport par voie ferrée, de la région de Senarpont, Blangy-sur-Bresle, vers Bergues, puis mouvement vers Steenvoorde.
- 21 avril - 31 mai : occupation d'un secteur sur les monts de Flandre, entre Dranoutre et Fontaine-Houck (en liaison avec l'armée britannique). Engagé dans la  3e Bataille des Flandres :

24, 25 et 29 avril, résistance à l'offensive allemande au nord de  Bailleul.
Combats violents dans la région du mont des Cats.
- 31 mai - 4 juin : retrait du front, mouvement vers Longuenesse, Wizernes.
- 4 juin - 31 juillet : transport par voie ferrée vers Blangy-sur-Bresle, puis vers Jarville, Pont-Saint-Vincent. À partir du 5 juin, occupation d'un secteur vers Bezange-la-Grande, Clemery.
- 31 juillet - 20 août : retrait du front et transport par voie ferrée, de la région de Toul, dans celle de Crèvecœur-le-Grand, de Saint-Omer-en-Chaussée et de Marseille-en-Beauvaisis, repos.
- 20 août - 25 septembre : mouvement vers le front, et, à partir du 25 août, occupation d'un secteur vers la Chavatte, Lihons (relève d'éléments britanniques).

À partir du 27 août, participe à la poussée vers la position Hindenburg et à la bataille de Savy-Dallon (13-18 septembre) : progression jusqu'au canal de la Somme, atteint le 31 août, puis, du 4 au 9 septembre, jusqu'au front Grand-Séraucourt, Savy.
- 25 septembre - 15 octobre : engagé (en liaison avec l'armée britannique jusqu'au 29 septembre) dans la bataille de Saint-Quentin. le 1er octobre, réoccupation de Saint-Quentin et franchissement de la Somme, puis progression jusqu'au front : région est de Montigny-en-Arrouaise, Bernoville, front atteint le 11 octobre.
- 15 octobre - 6 novembre : progression vers le canal de la Sambre à l'Oise, dans la région de Tupigny (Bataille de Mont-d'Origny). Puis, à partir du 23 octobre, organisation des positions conquises. Les 4 et 5 novembre, engagé dans la Seconde bataille de Guise : forcement du canal de la Sambre à l'Oise.
- 6 - 11 novembre : prend part à la Poussée vers la Meuse : poursuite suivant l'axe forêt du Nouvion, ouest de Chimay.

### Rattachement
- 1re armée

16 juin - 15 décembre 1917
27 mars - 18 avril 1918
31 juillet - 11 novembre 1918
- 8e armée

4 juin - 31 juillet 1918
- C.S.N.

23 décembre 1917 - 27 mars 1918
- Détachement d'armée du Nord

19 avril - 4 juin 1918
- Grand Quartier Général

15 - 23 décembre 1917
- Grand Quartier Général Allié

18 - 19 avril 1918
- G.P.N.

22 mai - 13 juin 1915
- Groupe d'Armée du Nord

13 juin 1915 - 16 juin 1917